# Ossètia
Ossètia (osseta: Ирыстон, Iryston) és una regió del nord del Caucas habitada pels ossetes, que parlen l'osseta. L'actual territori d'Ossètia està dividit entre Ossètia del Nord - Alània (Federació Russa) i Ossètia del Sud (Geòrgia). Els ossetes són un grup ètnic diferent del rus i el georgià.
El 1989, després de la caiguda de la Unió Soviètica, Ossètia del Sud es va autodeclarar unida a Ossètia del Nord. El govern de Geòrgia no hi va estar d'acord i va començar una guerra civil. Es calcula que uns 100.000 ossetes del sud (la meitat de la població abans de la guerra) han emigrat a la part nord. En el conflicte, Geòrgia ha rebut el suport dels Estats Units d'Amèrica mentre que Ossètia del Sud de Rússia. Actualment Ossètia del Sud és un estat independent de facto.